# Gonomyia conjugens
Gonomyia conjugens är en tvåvingeart som beskrevs av Senior-white 1922. Gonomyia conjugens ingår i släktet Gonomyia och familjen småharkrankar. Inga underarter finns listade i Catalogue of Life.